# 词语搭配
在语料库语言学中词语搭配（英語：Collocation）是指按序排列的单字、术语同时出现的次数比偶然的多；在短语学（英語：phraseology）中词语搭配是惯用片语（phraseme）的子类别，韓禮德提出的语言表达式strong tea（而不是powerful tea）即為一例。
如何定义词语搭配是语言学界中最受争论的主题之一。
词语搭配能应用在机器翻译等任务中，而 Linggle是全世界第一套搭配詞搜尋引擎。

## 用于搭配提取的公式
- 互信息：{\displaystyle \log {\frac {P(A,B)}{P(A)\cdot P(B)}}}[6]
- t测试：
- z测试：
- Chi方测试：
- 似然比：

此外，在An Extensive Empirical Study of Collocation Extraction Methods研究中罗列了84个可用于此任务的公式。